# Club Deportivo Berazategui
El Club Deportivo Berazategui es una entidad deportiva de Argentina con sede en la ciudad de Berazategui, provincia de Buenos Aires. El club se encuentra afiliado a la Confederación Argentina de Básquetbol y a la Asociación de Clubes de Básquetbol y participa en la Liga Femenina de Básquetbol, donde conquistó seis títulos a nivel nacional, siendo el equipo más ganador del certamen.

## Historia
El club fue fundado el 7 de abril de 1917 con el nombre de "Club Sportivo" por un grupo de jóvenes que tenían la intención de sumarse a la liga de fútbol de Quilmes, utilizando los colores negro y amarillo en homenaje al Club Atlético Peñarol de Uruguay.
Durante 1926 registra una breve incursión en el fútbol oficial, cuando participa del torneo de División Intermedia de Asociación Argentina. Su campo de juego estaba ubicado en el predio que actualmente ocupa la plaza San Martín. 
A principios de los años 50 cambió su nombre al actual y a principios de los '60 adquirió el terreno donde hoy se erige su pileta de natación. Años más tarde se volcó al básquet, sobre todo a su rama femenina, participando primero en la extinta SuperLiga Femenina, luego en el Torneo Federal y finalmente en la Liga Femenina de Básquetbol desde su primera edición. En ese certamen conquistó su primer torneo en el año 2018, para luego repetir el título en 2019 (torneo apertura), 2021 (ambos torneos, el segundo de forma invicta) y 2022.
En 2022 además de conquistar el título de liga, se convirtió en el primer equipo en llegar a los 100 partidos de Liga Femenina, sumando así otro hito al de ser el primer campeón de Liga invicto y el equipo con la racha de victorias más larga en la Asociación de Clubes de Básquetbol (incluyendo a la rama masculina) con 26 triunfos consecutivos.
En la temporada 2022/23 de la liga femenina, luego de una fase regular con dificultades (11 victorias y 9 derrotas) en donde terminó tercero en su conferencia, el club eliminó primero a Unión Florida por dos juegos a uno y luego en la final de conferencia al Club Atlético Obras Sanitarias de la Nación en dos juegos. En la final del campeonato se enfrentaría con la Asociación Atlética Quimsa en una serie al mejor de cinco juegos. En el segundo partido de la serie, disputado en Santiago del Estero, Berazategui se convirtió en el primer equipo de La Liga Femenina en alcanzar las 100 victorias, logrando esta marca después de 136 presentaciones. El tercer partido se disputó en el Estadio Héctor Etchart de la ciudad de Buenos Aires, donde el club disputó sus partidos como local, logrando la victoria definitiva por 54 a 49, cerrando la serie 3-0 y consiguiendo su cuarto título consecutivo y sexto en total. Sofía Wolf fue elegida la MVP de la final gracias a sus 17 puntos que la ubicaron como la máxima anotadora del partido seguida de Agustina Jourdheuil, que aportó 12 puntos y 11 rebotes.

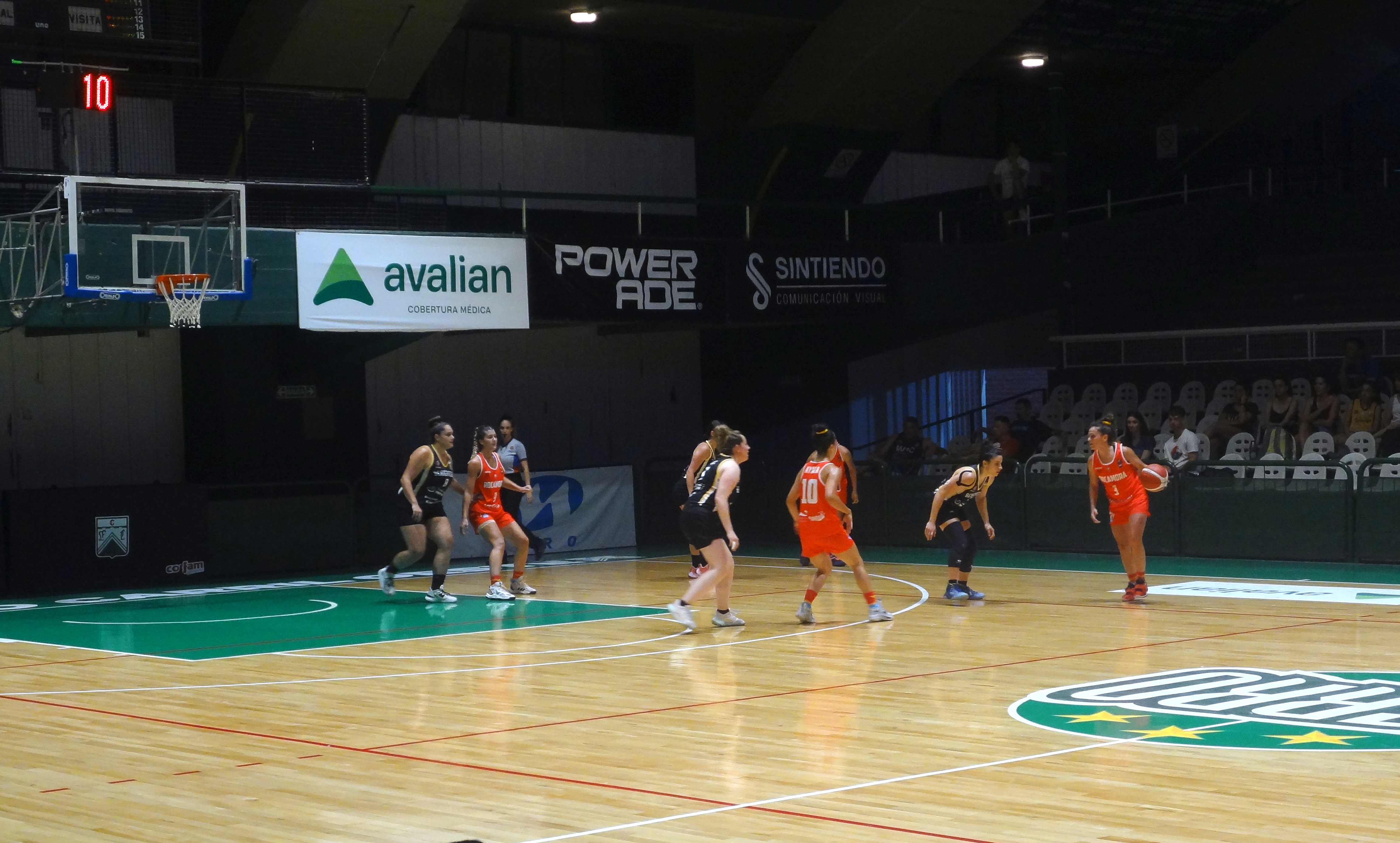
Berazategui enfrentando a Tomás de Rocamora por la temporada 2022 de la Liga Femenina de Basquetbol

### Competencias internacionales
A nivel continental participó del Campeonato Sudamericano de Clubes Femenino 2014, donde finalizó en cuarto lugar. En 2015 participó del reemplazo de aquel campeonato, la nueva Liga Sudamericana Femenina de Clubes, donde nuevamente se ubicó en el cuarto lugar tras perder con el New Crusaders chileno. La vuelta del torneo sudamericano en 2019 las vería participar nuevamente, para quedar eliminadas en primera ronda. El campeonato de liga local de 2019 les otorgó el derecho a participar en la edición 2021 del torneo continental, pero tras clasificarse al final four la Consubasquet decidió que el torneo se cancelara de manera definitiva a causa de la pandemia de COVID-19. Su actuación en el torneo local le volvió a otorgar una plaza para la Liga Sudamericana Femenina de 2022, en donde venció en fase de grupos a los ecuatorianos UDJ-Santa María y Societá Sportiva Bocca. En el cuadrangular final disputado en Paysandú cayó primero ante el Defensor Sporting uruguayo, y en el partido por el tercer puesto nuevamente ante el Sportivo Bocca, habiendo llegado al último cuarto de este partido con una ventaja de ocho puntos para finalmente ser derrotado por 48-46. Esta participación en el torneo sudamericano fue posible gracias a una campaña solidaria de tipo micromecenazgo sumada a aportes de otras instituciones deportivas y la municipalidad de Berazategui, ya que el club no contaba con los recursos suficientes para enviar al equipo a competir al exterior.
En la Liga Sudamericana de Clubes de 2023 participó en el grupo B que se disputó en la ciudad de Medellín. Allí perdió por dos puntos (71-69) ante Búcaros de Colombia, luego derrotó por 53 a 32 a la Unión Deportiva Juvenil de Ecuador y en la última fecha cerró su actuación con una derrota 58-52 ante el que sería el campeón del torneo, el local Indeportes Antioquia. Con estos resultados terminó tercero en el grupo, quedando eliminado en primera ronda del certamen.

## Palmarés
- Campeón - SuperLiga Femenina de Básquet de Argentina de 2015
- Campeón - Torneo Federal Femenino de Básquetbol 2016
- Campeón - Temporada 2018 de la Liga Femenina de Básquetbol - Torneo Clausura
- Campeón - Temporada 2019 de la Liga Femenina de Básquetbol - Torneo Apertura
- Campeón - Temporada 2021 de la Liga Femenina de Básquetbol - Torneo Apertura y Clausura
- Campeón - Temporada 2022 de la Liga Femenina de Básquetbol
- Campeón - Temporada 2022/23 de la Liga Femenina de Básquetbol